# NGC 3417
NGC 3417 ist eine Spiralgalaxie mit aktivem Galaxienkern vom Hubble-Typ S und Sternbild Löwe auf der Ekliptik. Sie ist schätzungsweise 286 Millionen Lichtjahre von der Milchstraße entfernt und hat einen Durchmesser von etwa 50.000 Lichtjahren.
Im selben Himmelsareal befinden sich u. a. die Galaxien NGC 3388, NGC 3427, NGC 3436, NGC 3439.
Das Objekt wurde am 25. März 1865 von Albert Marth  entdeckt.